# Markus Rüegg

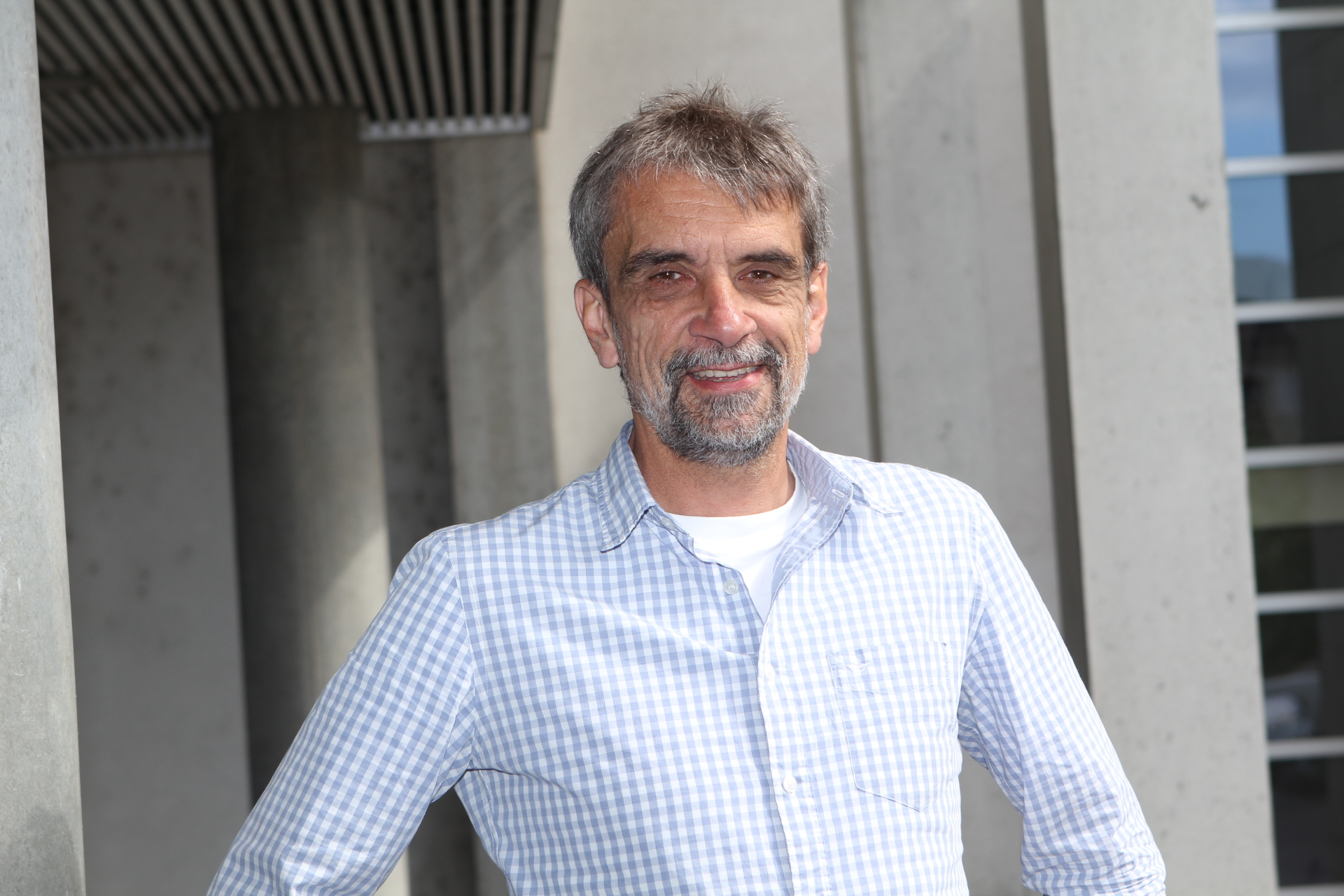
Markus Rüegg (2015)

Markus Rüegg (* 20. Mai 1959 in Zürich) ist ein Schweizer Neurobiologe und Professor am Biozentrum der Universität Basel.

## Leben
Markus Rüegg studierte Biochemie an der Universität Zürich und promovierte anschliessend im Bereich der Neurobiologie. Im Jahr 1989 forschte er als Postdoktorand am Department of Neurobiology der Stanford University School of Medicine. 1992 wurde er als Assistenzprofessor an das Biozentrum der Universität Basel berufen und 2004 zum ordentlichen Professor für Neurobiologie befördert. Basierend auf seinen Forschungsergebnissen gründete er im Jahr 2000 das erste Spin-off (MyoContract Ltd.) des Biozentrums mit, welches 2004 in Santhera Pharmaceuticals Ltd. überging. Im Februar 2022 gründete er SEAL Therapeutics Ltd. mit und fungiert als deren CEO. Das Start-up hat sich zum Ziel gesetzt, eine Gentherapie für eine schwere Form von Muskeldystrophie, der sogenannten LAMA2-Muskeldystrophie (LAMA2 MD) zu entwickeln. Rüegg ist ausserdem wissenschaftlicher Berater mehrerer Biotech-Unternehmen für seltene Krankheiten, Vorstandsmitglied verschiedener Patientenorganisationen für neuromuskuläre Krankheiten und wissenschaftlicher Redakteur bei einigen renommierten Zeitschriften.

## Wirken
Rüegg untersucht die molekularen Grundlagen, die für die Entwicklung und den Erhalt des neuromuskulären Systems wesentlich sind. Zu den wichtigsten Errungenschaften seiner früheren Arbeiten gehören die Isolierung und funktionelle Charakterisierung von Proteinen, die an der axonalen Wegfindung, der Synapsenbildung und an der Vermittlung von Veränderungen der Synapsenstruktur beim Lernen beteiligt sind. Darüber hinaus beschäftigt sich sein Labor seit 20 Jahren mit dem Verständnis der Krankheitsmechanismen, die bei kongenitalen Muskeldystrophien eine Rolle spielen, und die jüngsten Erkenntnisse seines Labors haben zur Entwicklung eines neuen gentherapeutischen Ansatzes geführt. Darüber hinaus hat seine Forschungsgruppe vor kurzem nachgewiesen, dass der Multiproteinkomplex mTORC1 für die Muskelhomöostase von wesentlicher Bedeutung ist und mit der frühzeitigen Sarkopenie, dem Verlust von Muskelmasse und -funktion im Alter, in Verbindung steht. Diese Erkenntnisse können dazu beitragen, dem pathologischen Muskelabbau entgegenzuwirken und neue Behandlungsstrategien zu entwickeln.

## Auszeichnungen
- 2000 Robert Bing Preis der Swiss Academy of Medical Sciences[15]
- 2013 Vorsitzender des wissenschaftlichen Beirats der Schweizerischen Stiftung zur Erforschung der Muskelkrankheiten (SSEM)[16]
- 2021 Lelio Orci Award 2021[17]

## Publikationen (Auswahl)
Vollständige Publikationsliste
- Ruegg, M.A., Tsim, K.W., Horton, S.E., Kröger, S., Escher, G., Gensch, E.M., and McMahan, U.J. (1992). The agrin gene codes for a family of basal lamina proteins that differ in function and distribution. Neuron 8, 691-699. PMID 1314621
- Gesemann, M., V. Cavalli et al. (1996). "Alternative splicing of agrin alters its binding to heparin, dystroglycan, and the putative agrin receptor." Neuron 16(4): 755-767. PMID 8607994
- Moll, J., Barzaghi, P., Lin, S., Bezakova, G., Lochmuller, H., Engvall, E., Muller, U., and Ruegg, M.A. (2001). An agrin minigene rescues dystrophic symptoms in a mouse model for congenital muscular dystrophy. Nature 413, 302-307. PMID 11565031
- Bentzinger, C.F., Romanino, K., Cloetta, D., Lin, S., Mascarenhas, J.B., Oliveri, F., Xia, J., Casanova, E., Costa, C.F., Brink, M., Zorzato, F., Hall, M.N., and Rüegg, M.A. (2008). Skeletal muscle-specific ablation of raptor, but not of rictor, causes metabolic changes and results in muscle dystrophy. Cell Metab 8, 411-424. PMID 19046572
- Castets, P., Lin, S., Rion, N., Di Fulvio, S., Romanino, K., Guridi, M., Frank, S., Tintignac, L.A., Sinnreich, M., and Ruegg, M.A. (2013). Sustained Activation of mTORC1 in Skeletal Muscle Inhibits Constitutive and Starvation-Induced Autophagy and Causes a Severe, Late-Onset Myopathy. Cell Metab 17, 731-744. PMID 23602450
- Guridi, M., Tintignac, L. A., Lin, S., Kupr, B., Castets, P. and Ruegg, M. A. (2015) ‘Activation of mTORC1 in skeletal muscle regulates whole-body metabolism through FGF21’, Science Signaling, 8(402), p. ra113. PMID 26554817
- Reinhard, J. R., Lin, S., McKee, K. K., Meinen, S., Crosson, S. C., Sury, M., Hobbs, S., Maier, G., Yurchenco, P. D. and Ruegg, M. A. (2017) ‘Linker proteins restore basement membrane and correct LAMA2-related muscular dystrophy in mice’, Science Translational Medicine, 9(396), p. eaal4649. PMID 28659438
- Ham, D. J., Börsch, A., Lin, S., Thürkauf, M., Weihrauch, M., Reinhard, J. R., Delezie, J., Battilana, F., Wang, X., Kaiser, M. S., Guridi, M., Sinnreich, M., Rich, M. M., Mittal, N., Tintignac, L. A., Handschin, C., Zavolan, M. and Ruegg, M. A. (2020) ‘The neuromuscular junction is a focal point of mTORC1 signaling in sarcopenia’, Nature Communications, 11(1), p. 4510. PMID 32908143